# La Bonne Année
La Bonne Année és una pel·lícula dirigida per Claude Lelouch, estrenada el 1973.

## Argument
Un gàngster (Lino Ventura) prepara, amb el seu còmplice (Charles Gérard), el que qualifica de «primer atracament psicològic de la història del bandolerisme». Just al costat de la joieria Van Cleef & Arpels, a la Croisette, a Cannes, es troba la botiga d'una bonica antiquaria (Françoise Fabian) que atreu les mirades del malfactor.
L'atracador i l'antiquària s'apassionen l'un de l'altre. Ell és simpàtic però sense refinament, ella és cultivada i independent però descobreix en contacte amb Simon que la vanitat del seu mitjà li pesa, i que desitja una història d'amor senzilla i franca. El pla de l'atracament que prepara llargament l'atracador és tot just una mica més sofisticat que les seves maniobres de seducció.

## Repartiment
- Lino Ventura: Simon
- Françoise Fabian: Françoise
- Charles Gérard: Charlot
- André Falcon: joier
- Claude Mann: Claude
- Gérard Sire: director de la presó/veu comentari TV
- Silvano Tranquili: amant italià
- Bettina Rheims: Nicole
- Georges Staquet: comissari
- Harry Walter: inspector
- Elie Chouraqui: Michel Barbier (no surt als crèdits)
- Michel Bertay: taxista
- Semicol: Ell mateix
- Mireille Mathieu: Ella mateixa
- André Barello
- Norman de la Chesnaye
- Pierre Edeline
- Pierre Cottier
- Joseph Rythmann
- Jacques Villedieu.
- Pierre Pontiche

## Al voltant de la pel·lícula
El rodatge és en part finançat per la publicitat, sobretot per Van Cleef & Arpels.
Claude Lelouch cita amb humor en el transcurs del sopar-joc de massacre de les crítiques poc amenes suscitades per Un homme et une femme.
Élie Chouraqui, llavors fidel ajudant de Lelouch, és qui actua com a jove candidat a l'evasió al començament de la pel·lícula.

## Premis i nominacions

### Premis
- Premi d'interpretació al Festival de San Remo per a Lino Ventura i Françoise Fabian
- Premi Triomphe du Cinéma 1973
- Conquilla de Plata a la millor actriu per Françoise Fabian

### Nominacions
- 1975. Premi Asquith (BAFTA) per la música de pel·lícula per Francis Lai